# کیودو سنپاکو
کیودو سنپاکو (به ژاپنی: 共同船舶 Kyōdō Senpaku)، که در سال ۱۹۸۷ (که قبلاً کیودو هوگی Kyodo Hogei، از ۱۹۷۶ نام داشت) تشکیل شد، ادغام بخش‌های قبلی صید نهنگ شیلات ژاپنی است. این شرکت انتفاعی جمع‌آوری، پردازش و عمده فروشی محصولات جانبی نهنگ را از طرف مؤسسه پژوهشی سیتاسین مطابق با ماده هشتم IWC انجام می‌دهد که به‌طور خاص محصولات جانبی را ملزم به فروش و استفاده می‌کند.